# Звучна двубърнена трептяща съгласна
Звучната двубърнена трептяща съгласна е вид съгласен звук, използван в отделни говорими езици. В Международната фонетична азбука той се отбелязва със символа ʙ. Подобен е на българския е звук, обозначаван с „в“, но се учленява с трептене на устните.
Звучната двубърнена трептяща съгласна се използва в езици като коми-пермякски (Бунгаг , [ʙuŋɡaɡ]).